# Madonna in trono col Bambino tra i santi Giacomo Maggiore e Girolamo
La Madonna in trono col Bambino tra i santi Giacomo Maggiore e Girolamo è un dipinto a olio su tavola (148,9x138,4 cm) del Moretto, databile al 1517 circa e conservato nell'High Museum of Art di Atlanta.
Si tratta di una delle prime opere note dell'autore, dai tratti ancora molto semplificati ma già ricca di numerosi particolari che saranno a lungo ripresi in dipinti successivi.

## Storia
Il dipinto è citato per la prima volta nella letteratura artistica in un catalogo del 1824 della collezione del conte Teodoro Lechi di Brescia, nella quale figura ancora nel seguente catalogo del 1837. In entrambi, l'ascrizione al Moretto è già espressa senza alcun dubbio. Dai documenti dell'Archivio Lechi risulta che il quadro fu comprato a Milano da Teodoro, ma non si è a conoscenza della data dell'acquisto: visto che il catalogo del 1814 non lo cita, però, è evidente che il conte ne entrò in possesso successivamente, comunque prima del 1824, quando è nominato per la prima volta.
Il dipinto viene poi venduto a Londra nel 1845 e ricompare qualche decennio più tardi, nel 1913, in un saggio sulla Collezione Cook a Richmond upon Thames, dunque sempre in contesto londinese. Nello studio il dipinto è però assegnato al Romanino, errore che resta consolidato a lungo all'interno della critica artistica. Nel 1950 l'opera passa al Museum of Art di Philadelphia e, nell'occasione, viene attentamente esaminato nella tecnica e nell'impostazione compositiva, riportando l'attribuzione al Moretto. Verrà infine acquistato nel 1968 dall'High Museum of Art di Atlanta, dove è esposto tuttora.

## Descrizione e stile
Il dipinto segue un'impostazione molto canonica e ricorrente, con la Madonna col Bambino seduta su un trono affiancata da due santi: a destra è posto san Giacomo Maggiore, a sinistra san Girolamo. Il trono dove è seduta Maria è preceduto da due gradini con decorazioni rinascimentali, mentre lo schienale ha una conformazione piramidale. I decori si ispirano agli intagli di Stefano Lamberti che, in quegli anni, stava lavorando a Brescia con grande successo producendo cornici, altari e altri apparati lignei. Sullo sfondo si apre un vasto paesaggio montuoso, mentre in basso, sul limite inferiore della tavola, spunta la cosiddetta "quaglia infreddolita", citazione non insolita proveniente dall'arte del Romanino. Una rosa, invece, è appoggiata sul primo gradino del trono.
La tavola è la prima nota del Moretto di questo genere, cioè una Madonna circondata da santi, e la si può pertanto considerare un'opera molto giovanile. I toni sono ancora incerti e semplificati, ad esempio nei panneggi delle vesti dei personaggi e del paesaggio sullo sfondo, molto stilizzato. Sfondati di questo genere, fra l'altro, avranno poco seguito nell'arte del Moretto, che col tempo preferirà di gran lunga ambientazioni architettoniche. Nell'opera già si notano comunque particolari che diventeranno in seguito vere peculiarità dell'autore, quali la rosa sul gradino, la minuscola figura che cammina su una strada nel paesaggio a destra di san Girolamo e le fronde dell'albero poco sopra che si stagliano in controluce.